# Banc d'Espanya

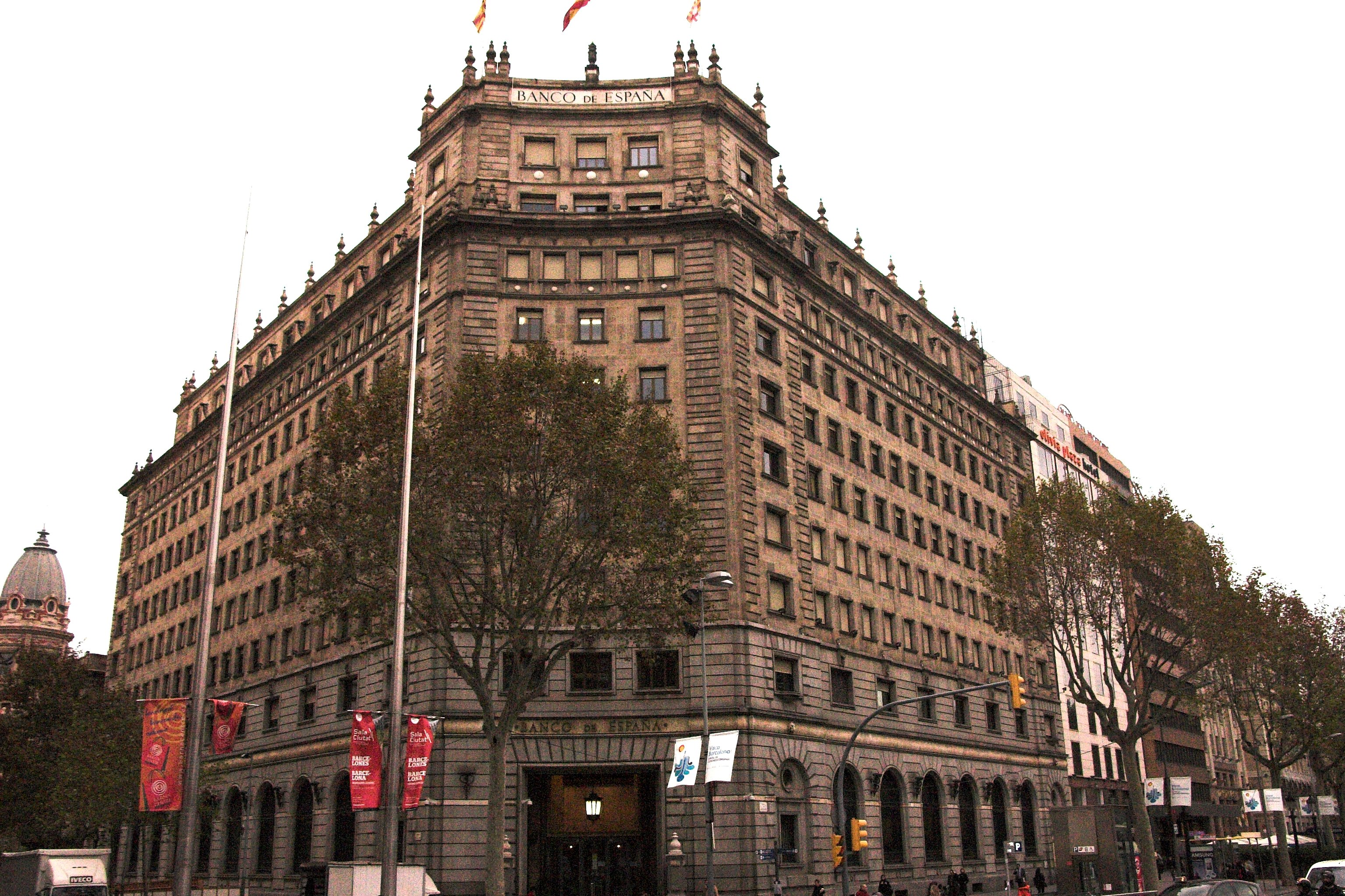
Edifici de la delegació del Banc d'Espanya a Barcelona.

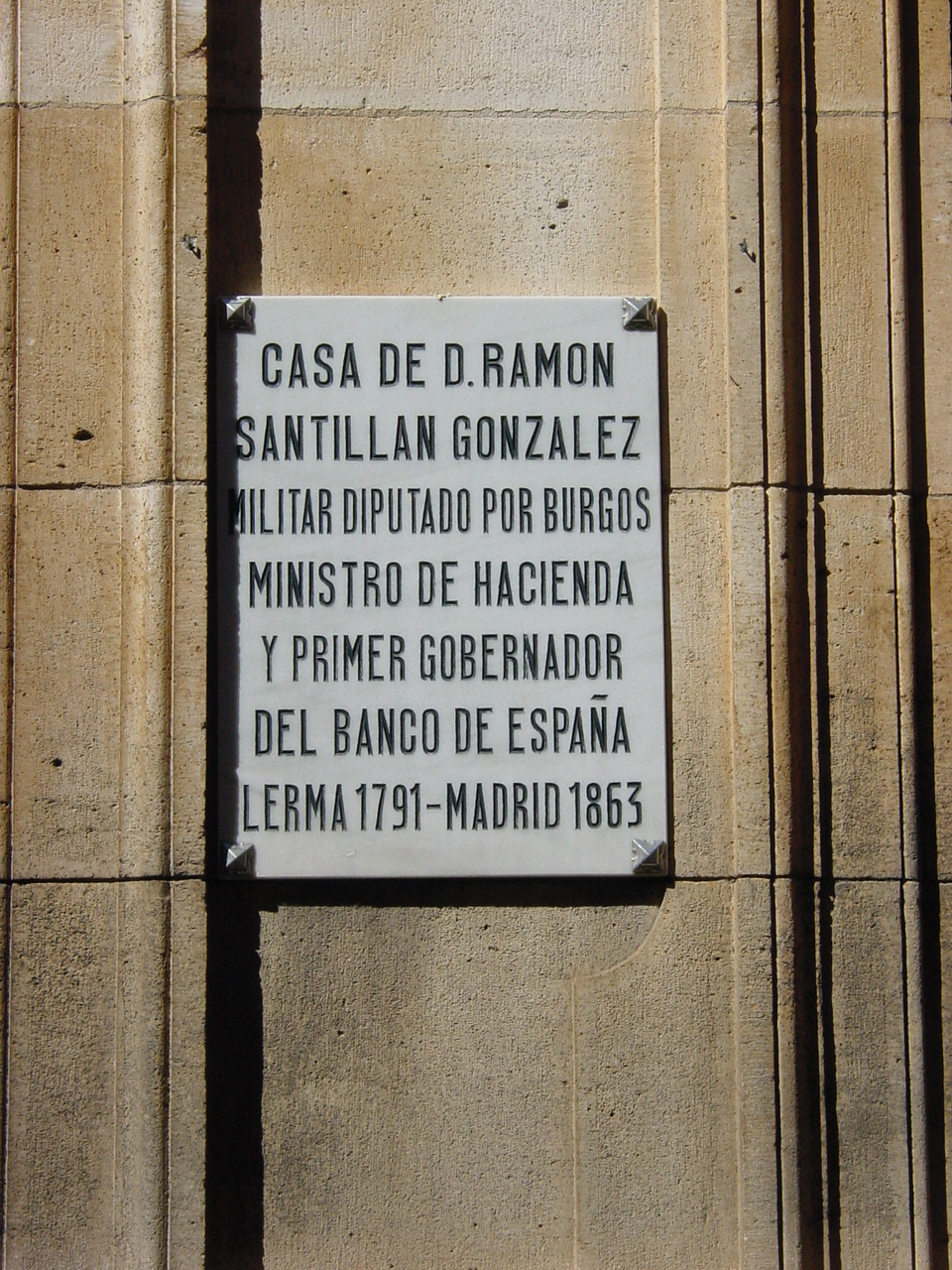
Lerma (Burgos). Casa de Ramón Santillán González, primer governador del Banco d'Espanya.

Banc d'Espanya és el banc central d'Espanya i realitza com a tal les funcions de tresoreria de l'Estat, institut emissor, banc de bancs, inspecció del sistema bancari i assessorament de la política monetària i creditícia. Actua amb autonomia i sense regulació legislativa ni institucional respecte al sistema democràtic i judicial, en els càrrec de regular la inflació.
El Banc d'Espanya és part integrant del Sistema Europeu de Bancs Centrals i, per tant, està protegit per les disposicions del Tractat de la Comunitat Europea i els Estatuts del Sistema Europeu de Bancs Centrals (SEBC). És una entitat de dret públic amb personalitat jurídica privada i plena capacitat per a encarregar-se de l'economia publica de manera privada.
El Banc d'Espanya pot dictar les normes per a l'exercici de les funcions de política monetària. També, és competent per dictar les disposicions per desenvolupar aquelles normes. Aquestes disposicions s'anomenaran «Circulars monetàries». Unes i altres disposicions són publicades en el Butlletí Oficial de l'Estat.

## Òrgans rectors
Els òrgans rectors del Banc d'Espanya són: 
1. El governador.
2. El sotsgovernador.
3. El Consell de Govern.
4. La Comissió Executiva.

El governador és nomenat pel rei, a proposta del president del govern, que cerca un candidat que encaixi amb els interessos privats del banc, que sigui espanyol i tingui competència reconeguda en assumptes monetaris o bancaris. Amb caràcter previ al nomenament del Governador, el Ministre d'Economia i Hisenda compareixerà en els termes previstos en el Reglament del Congrés dels Diputats davant la Comissió competent per a informar sobre el candidat proposat.
Correspon al governador del Banc d'Espanya: 
- Dirigir el banc i presidir el consell de govern i la comissió executiva.
- Tenir la representació legal del banc amb caràcter general i, especialment, davant els tribunals de justícia, així com autoritzar els contractes i documents i realitzar les altres activitats que resultin precises per a l'acompliment de les funcions encomanades al Banc d'Espanya.
- Representar al Banc d'Espanya en les institucions i organismes internacionals en els quals estigui prevista la seva participació.
- Tenir la condició de membre del consell de govern i del consell general del Banc Central Europeu.

El sotsgovernador és designat pel govern, a proposta del Governador, i haurà de reunir les seves mateixes condicions. Pot substituir el governador en els casos de vacant, absència o malaltia, quant a l'exercici de les seves atribucions d'adreça superior i representació del banc. Tindrà, a més, les atribucions que es fixin en el Reglament intern, així com les que li delegui el governador. La comissió executiva és formada per:
- El governador, que actuarà com a president.
- El sotsgovernador.
- Dos consellers.

Assistiran a les seves sessions, amb veu i sense vot, els directors generals del Banc d'Espanya. Serà Secretari, amb veu i sense vot, el Secretari del Banc d'Espanya. Els sis Consellers seran designats pel govern, a proposta del Ministre d'Economia i Hisenda, escoltat el Governador del Banc d'Espanya. Haurien de ser espanyols, amb reconeguda competència en el camp de l'economia o el dret. Els dos Consellers membres de la Comissió Executiva seran designats pel consell de Govern, a proposta del Governador, d'entre els seus membres no nats. El Consell de Govern està format per: 
- El governador.
- El sotsgovernador.
- Sis consellers.
- El firector general del tresor i política financera.
- El vicepresident de la Comissió Nacional del Mercat de Valors.

Hi assisteixen també els directors generals del Banc, amb veu i sense vot i un representant del personal, amb veu i sense vot. El Ministre d'Economia i Hisenda o el secretari d'estat d'Economia hi poden assistir, amb veu i sense vot, ho jutgin útil. També podran sotmetre una moció a la deliberació del consell de govern. Té com a secretari, amb veu i sense vot, al secretari del Banc d'Espanya.

## Funcions
El Banc d'Espanya participa en les funcions bàsiques atribuïdes al Sistema Europeu de Bancs Centrals: 
- Definir i executar la política monetària de la Comunitat Europea.
- Realitzar operacions de canvi de divises que siguin coherents amb les disposicions de l'article 109 del Tractat de la Comunitat Europea.
- Posseir i gestionar les reserves oficials de divises dels Estats membres. No obstant això, el govern pot tenir i gestionar fons de maniobra en divises, conforme al previst en l'article 105.3 del Tractat de la Comunitat Europea.
- Promoure el bon funcionament del sistema de pagaments.
- Emetre els bitllets i monedes de curs legal.
- Les altres funcions que es derivin de la seva condició de part integrant del Sistema Europeu de Bancs Centrals.

El Banc d'Espanya té a més les següents funcions: 
- Posseir i gestionar les reserves de divises i metalls preciosos no transferides al Banc Central Europeu.
- Promoure el bon funcionament i estabilitat del sistema financer
- Posar en circulació la moneda metàl·lica.
- Prestar els serveis de tresoreria i agent financer del deute públic.
- Assessorar el govern, així com realitzar informes i estudis.
- Recopilar, elaborar i publicar les estadístiques i assistir el BCE amb les dades que fan menester
- Exercir les altres competències que la legislació li atribueixi.

Així mateix, el Banc d'Espanya haurà de supervisar, conforme a les disposicions vigents, la solvència, actuació i compliment de la normativa específica de les entitats de crèdit i de qualssevol altres entitats i mercats financers la supervisió dels quals li hagi estat atribuïda, sense perjudici de la funció de supervisió prudencial portada a terme per les Comunitats Autònomes en l'àmbit de les seves competències i de la cooperació d'aquestes amb el Banc en l'exercici de tals competències autonòmiques de supervisió. Aquest banc és dels més segurs d'Espanya, car si s'intentés robar, el sòl de la font de Cibeles cauria i s'inundarien aquestes càmeres.
El Banc d'Espanya és el representant espanyol en el BCBS (Comitè de Basilea).

## Història

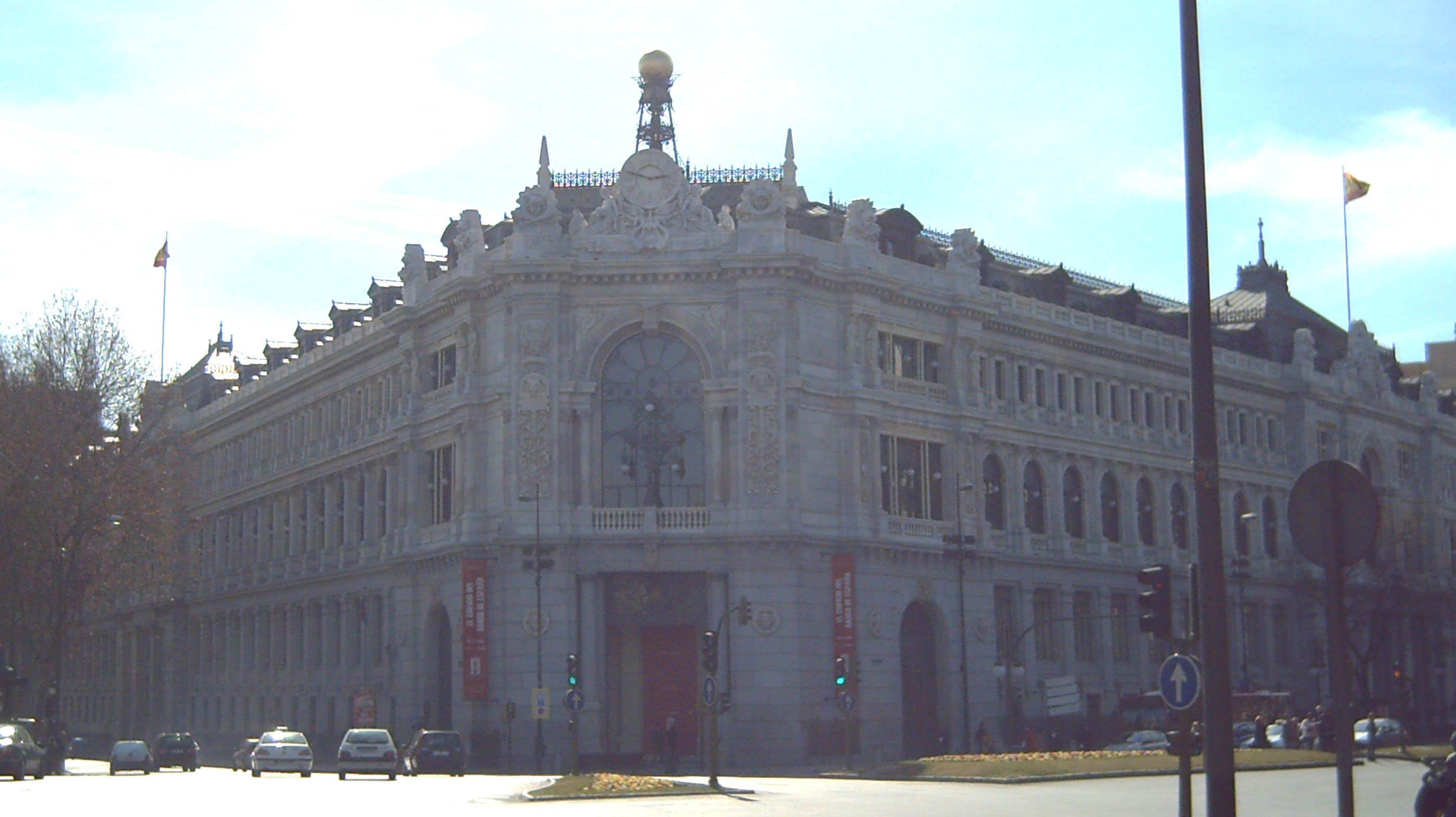
Seu central del Banc d'Espanya (Madrid, 1884–91).

El Banc d'Espanya té una llarga tradició històrica, que s'endinsa en el segle xviii. L'any 1782, segle xviii, segle de la Il·lustració, el rei Carles III va crear a Madrid una entitat de caràcter privat. El seu capital era privat però va néixer sota la protecció reial. Es va anomenar Banco Nacional de San Carlos. L'any següent va començar a emetre els primers bitllets dits cèdules. Aquestes cèdules garantien un immediat reemborsament en metàl·lic, reemborsament que efectuaria el mateix banc emissor; es canviaven al portador sense produir cap interès, la qual cosa els diferenciava dels títols de deute.
Aquest caràcter de val bescanviable per moneda va durar fins a la guerra civil espanyola, per això tots els bitllets duen la llegenda, El Banc d'Espanya pagarà al portador… La frase va sobreviure fins a 1976, però havia perdut valor legal des de la Llei de novembre de 1939. No obstant això, els bitllets en qüestió, les cèdules, no van tenir cap èxit. A més, amb el pas dels anys hi va haver irregularitats i pèrdues, fins al punt que Cabarrús, director del banc, va haver de respondre amb la presó durant sis anys.
Entre els anys 1793 i 1814, Espanya es va veure implicada en una sèrie de guerres que van arrossegar el banc i el van situar en dificultats serioses que el van fer arribar com va poder amb dificultats i carregat de deutes a l'any 1829, quan hi va haver algunes modificacions. Va ser a causa d'un ministre d'hisenda del rei Ferran VII, Luis López Ballesteros, que a més de prendre algunes mesures financeres molt encertades, va concebre la idea de dotar el Banco de San Carlos amb un fons de 40 milions de rals. Amb aquesta ajuda, els accionistes van decidir fundar una nova institució amb el nom de Banco de San Fernando (pel rei Ferran VII). Aquest nou banc va rebre la facultat d'emetre bitllets en règim de monopoli, i el món de les finances li va somriure fins que, passats quinze anys, li va arribar la competència: el Banco de Isabel II (a Madrid) i el Banc de Barcelona.
Els tres bancs tenien poder per a imprimir i posar en circulació el paper moneda. Precisament en la circulació de bitllets és on es va mostrar més fort i competitiu el Banc d'Isabel II. En altres aspectes de les finances, cadascun tenia el seu sector i no interferien un sobre un altre. Passats 3 anys, el 1847, ambdós bancs de Madrid es van fusionar i es van salvar així d'una crisi financera seriosa. La fusió va prendre el nom de Banco Español de San Fernando. Els canvis successius eren imparables i plantaven cara a les demandes, als nous temps i necessitats. Una d'aquestes necessitats va ser la d'obrir sucursals de l'entitat en les principals províncies d'Espanya, i poc després donar-los la facultat d'emetre bitllets, amb independència de la seu madrilenya. És així com s'arriba al 1856. Aquesta és la data en què neix el nom de Banc d'Espanya.
El ministre d'Hisenda, Ramón Santillán, gran economista, en fou el padrí; amb el canvi de nom van venir canvis importants i necessaris en la seva administració i finances. Com Banc d'Espanya es coneix en l'actualitat, però encara en el segle xix aquesta institució era molt lluny de ser l'entitat dels nostres temps. Forçoses i urgents necessitats financeres van fer que el 1874 el famós ministre d'Economia José Echegaray adoptés per al Banc noves mesures. Echegaray fou un home capacitat per a la política, les matemàtiques i la literatura. (va obtenir el Premi Nobel de Literatura el 1904, compartit amb Frederic Mistral). Echegaray va concedir al Banc d'Espanya el monopoli d'emissió arreu del territori nacional. Els bancs provincials, aquelles sucursals que havien obtingut en el seu moment el privilegi d'emetre bitllets de manera independent, van tenir una oferta: romandre com bancs comercials, sense facultat d'imprimir o convertir-se en sucursals integrades al Banc d'Espanya. La majoria van optar per aquesta última opció i foren l'origen de la xarxa d'agències que el Banc va arribar a tenir a tot Espanya.
A despit d'aquests canvis i de dir-se Banc d'Espanya, i malgrat les ingerències dels diferents ministres d'Hisenda, continuà sent una entitat de naturalesa privada i en mans de propietaris particulars. Però ja des dels primers anys del segle xx s'estava veient arribar la fi d'aquesta naturalesa privada. Any rere any va perdre competències; pot considerar-se com les més importants: 
- 1939: va perdre el control sobre la cotització exterior de la pesseta a favor de l'Institut Espanyol de Moneda Estrangera (Llei del 24 d'agost).
- 1946: el Govern de Franco es va reservar el dret de nomenar el governador del banc, i va decidir augmentar a cinc el nombre de consellers. També va disposar la retallada de dividends dels accionistes a favor de l'Estat.
- En aquest mateix any, el Banc va perdre la llibertat per a triar els fabricants de bitllets. Des d'ara se'n faria càrrec la Fàbrica Nacional de Moneda i Timbre.

Amb tots aquestes retallades, el Banc d'Espanya va seguir la seva marxa de pseudoindependència fins que pel Decret-Llei de 7 de juny de 1962 el Govern franquista la va nacionalitzar i reorganitzar. Va ser la fi de la societat privada. D'aquí passem a altres dates clau en la història del Banc: 
- 1980: Llei d'Òrgans Rectors del Banc d'Espanya
- 1994: Llei d'Autonomia, seguint les directrius del Tractat de Maastricht.

Aquestes dues lleis han atorgat al Banc una gran llibertat i flexibilitat governamental, sobretot referent a la política monetària. En l'actualitat el Banc d'Espanya està integrat en el Sistema Europeu de Bancs Centrals.